# O du fröhliche
O du fröhliche, О ти радісний — одна з найвідоміших німецькомовних колядок. ЇЇ мелодія заснована на богородичному антифоні O sanctissima, який походить із Сицилії. Поетом першої з трьох строф є веймарський письменник та громадський діяч Йоганн Даніель Фальк (1768—1826), дві наступні написав Генріх Гольцшуер (1798—1847) з Вунзідля.

## Історія написання
Після того, як Йоганн Даніель Фальк втратив четверо із десяти своїх дітей через епідемію тифу, він заснував у Веймарі «Будинок порятунку для бездомних дітей». Перед 1816 роком, а можливо, вже і наприкінці 1815 року, він присвятив дітям, які були там, текст різдвяної колядки O du fröhliche. У своїй першій, оригінальній версії ця пісня була тим текстом, що Фальк назвав «Піснею про всі три свята», в якій оспівувалися справи спасіння, що лежать в основі трьох основних християнських свят: Різдва, Великодня та П'ятидесятниці.

## Оригінальний текст

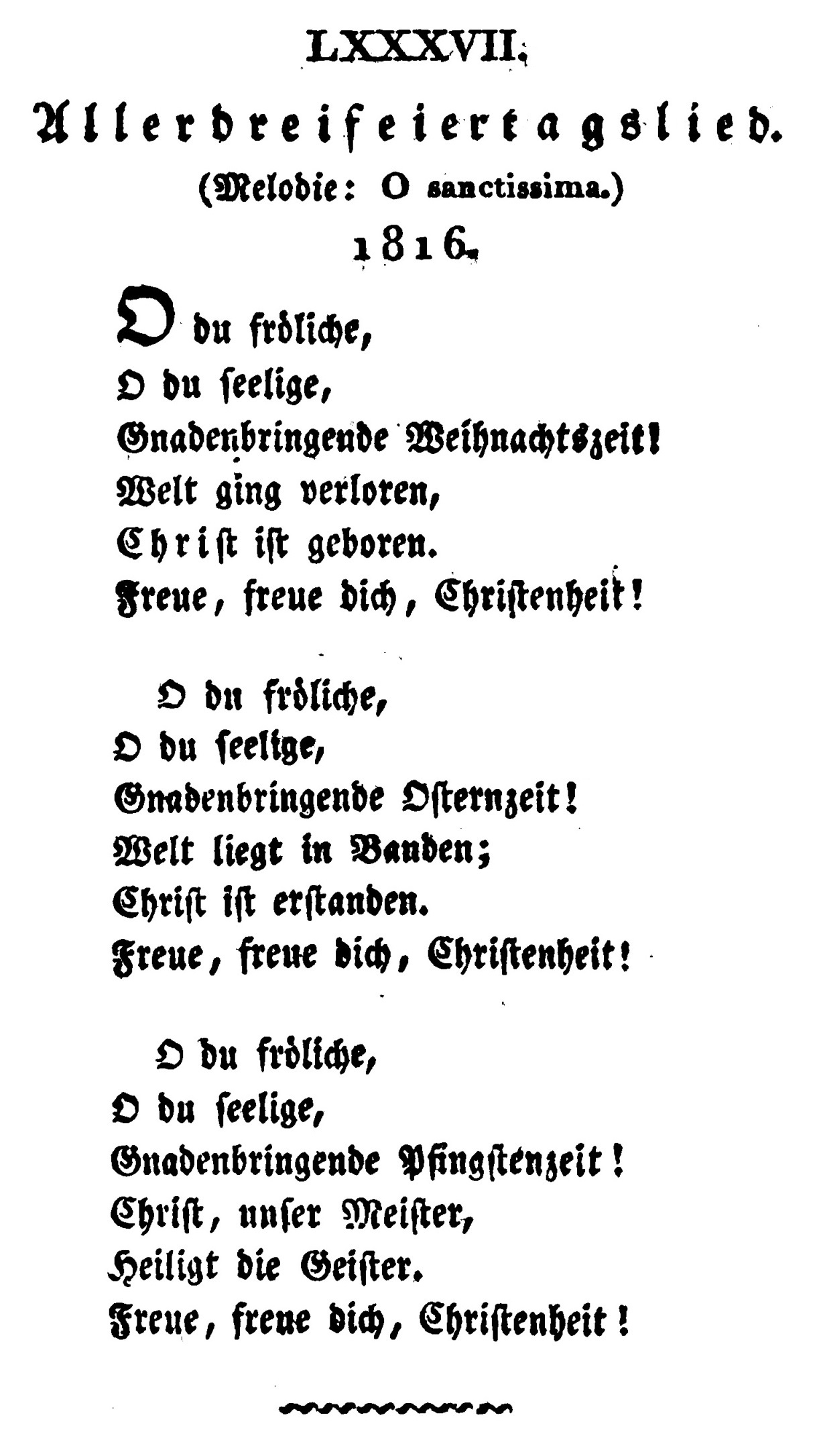
Йоганн Даніель Фальк: Пісня про всі три свята, Друк 1819 р.

| O du fröhliche, o du selige, Gnadenbringende Weihnachtszeit! Welt ging verloren, Christ ist geboren: Freue, freue dich, o Christenheit! O du fröhliche, o du selige, Gnadenbringende Osterzeit! Welt lag in Banden, Christ ist erstanden: Freue, freue dich, o Christenheit! O du fröhliche, o du selige, Gnadenbringende Pfingstenzeit! Christ unser Meister, heiligt die Geister: Freue, freue dich, o Christenheit! | О ти радісний, о ти блаженний, Прино́сячий милість час Різдва! Світ руйнувався, Христос народився: Радій і радуйся Християнський світ! О ти радісний, о ти блаженний, Прино́сячий милість Великодній час! Світ лежав у путах, Христос воскрес: Радій і радуйся Християнський світ! О ти радісний, о ти блаженний, Прино́сячий милість Трійці час! Христос є нашим Паном, зцілюючи наші душі: Радій і радуйся Християнський світ! |

Пісня була опублікована у 1816 році. У 20-му столітті все ще вважалося, що вона була вперше опублікована у "Вибраних працях" Фалька, опублікованих у 1819 році. Потім Гюнтер Бальдерс виявив одну брошуру у бібліотеці Теологічної вищої школи Ельсталь, яка документує цю публікацію після Різдва 1816 року. Перший відбиток міститься у другому звіті Асоціації соціальної дияконічної підтримки Фалька — «Товариство друзів у потребі», завершеному 30 січня 1817 року. Це список пісень, «які кожен учень недільної школи повинен знати напам'ять і співати».

## Сучасний текст
Однак «O du fröhliche» стала відомою не як «Пісня про всі три свята», а як різдвяний гімн, у якому лише перша строфа була буквально написана Йоганом Даніелем Фальком. Інші дві різдвяні строфи були створені Генріхом Гольцшуером, одним із помічників Фалька, для концерту «для святкування свята Різдва» і таким чином пісня була «переприсвячена» тільки Різдву. Цей текст вперше був надрукований анонімно у Bayersche Landbote на Різдво 1826 року. У 1829 році Гольцшуер знову опублікував її у своїй праці Harfenklänge (Звуки арфи) і таким чином назвав себе автором, але також і назвав Фалька як автора першої строфи.
У своїй нинішній формі (частково з регіональними відмінностями в тексті) пісня звучить так:
| O du fröhliche, o du selige, gnadenbringende Weihnachtszeit! Welt ging verloren, Christ ist geboren: Freue, freue dich, o Christenheit! O du fröhliche, o du selige, gnadenbringende Weihnachtszeit! Christ ist erschienen, uns zu versühnen: Freue, freue dich, o Christenheit! O du fröhliche, o du selige, gnadenbringende Weihnachtszeit! Himmlische Heere jauchzen Dir Ehre: Freue, freue dich, o Christenheit! | О ти радісний, о ти блаженний, Прино́сячий милість час Різдва! Світ руйнувався, Христос народився: Радій і радуйся Християнський світ! О ти радісний, о ти блаженний, Прино́сячий милість час Різдва! Христос появився, щоб нас примирити: Радій і радуйся Християнський світ! О ти радісний, о ти блаженний, Прино́сячий милість час Різдва! Небесні війська виголошують Тобі славу! Радій і радуйся Християнський світ! |